# Microphyllium spinithorax
Microphyllium spinithorax är en insektsart som beskrevs av Oliver Zompro 200. Microphyllium spinithorax ingår i släktet Microphyllium och familjen Phylliidae. Inga underarter finns listade i Catalogue of Life.